# Uloborus pinnipes
Uloborus pinnipes là một loài nhện trong họ Uloboridae.
Loài này thuộc chi Uloborus. Uloborus pinnipes được Tord Tamerlan Teodor Thorell miêu tả năm 1877.